# Thomas Reinhold
Thomas Reinhold (* 1953 in Wien) ist ein österreichischer Maler.

## Leben
Reinhold studierte von 1974 bis 1978 an der Universität für angewandte Kunst Wien bei Herbert Tasquil. Während der Studienzeit trat er mit poetisch-magischen Bildfindungen und Installationen hervor, wobei er die Medien Malerei, Fotografie, Dichtung und Objektkunst reflexiv und in Hinblick auf deren Wirkung im Raum untersuchte. Ende der 1970er Jahre initiierte er dann gemeinsam mit Siegfried Anzinger, Erwin Bohatsch, Alfred Klinkan und Hubert Schmalix die Neue Wilde in Österreich, wandte sich aber Mitte der 1980er Jahre medienreflexiven Aspekten der Malerei und Fotografie zu, die sein Werk bis heute prägen.
Reinhold lebt und arbeitet in Wien und Niederösterreich.

## Werk

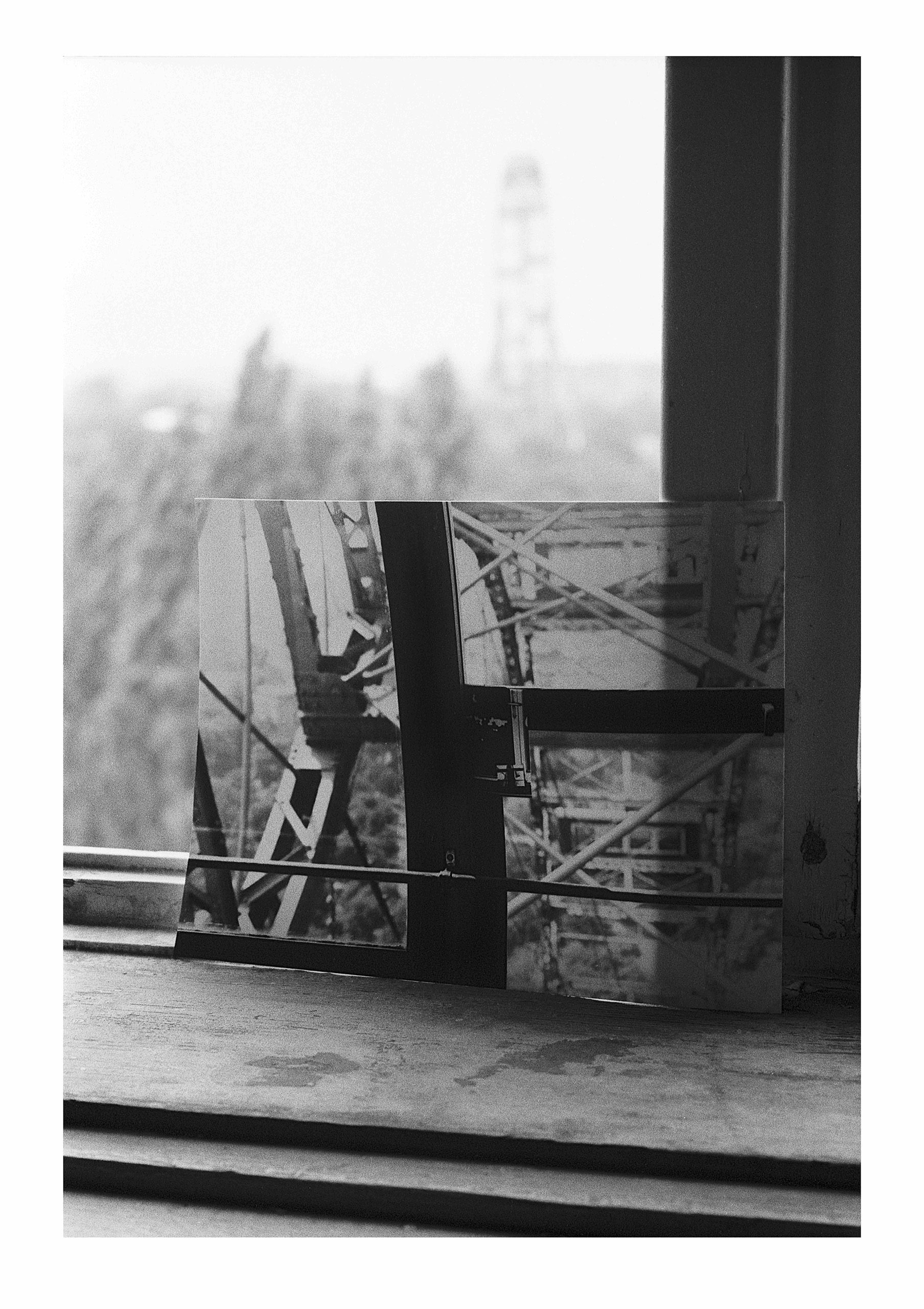
Fotoserie „Transport und Kommunikation“, 1977

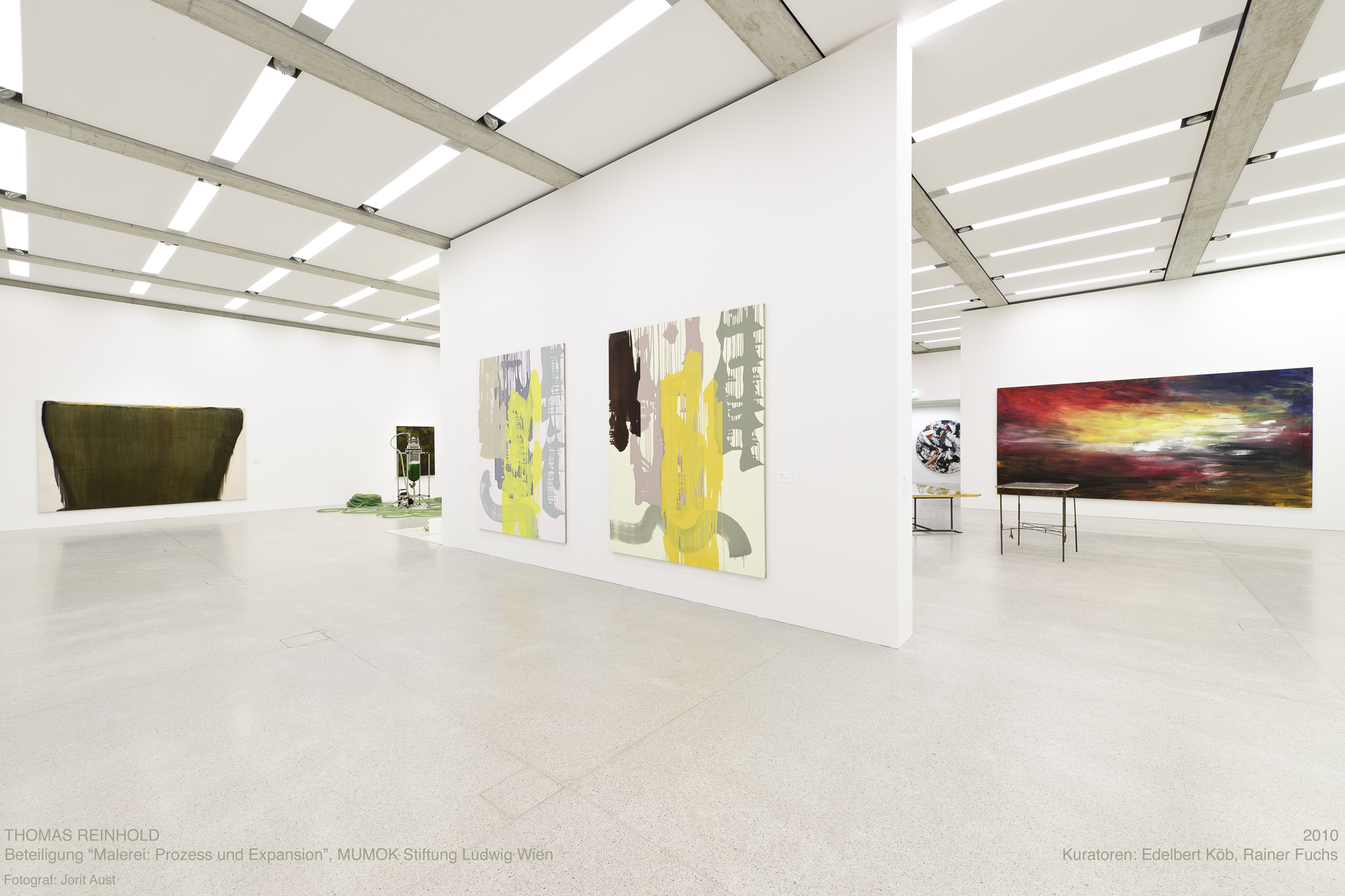
Ausstellung Malerei: Prozess und Expansion, MUMOK, Wien 2010

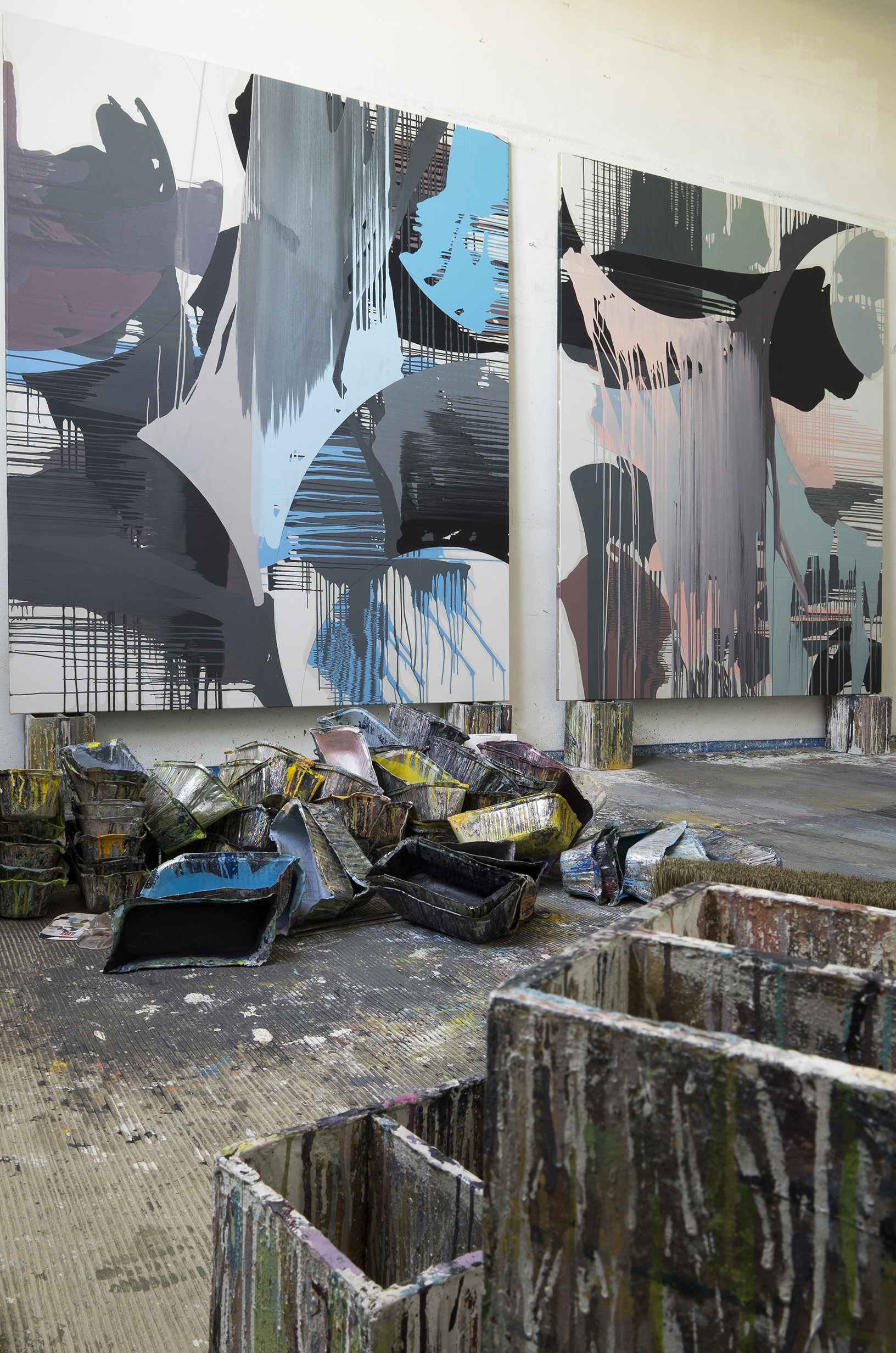
Aus der Serie „Rod“, Studio Thomas Reinhold, 2020

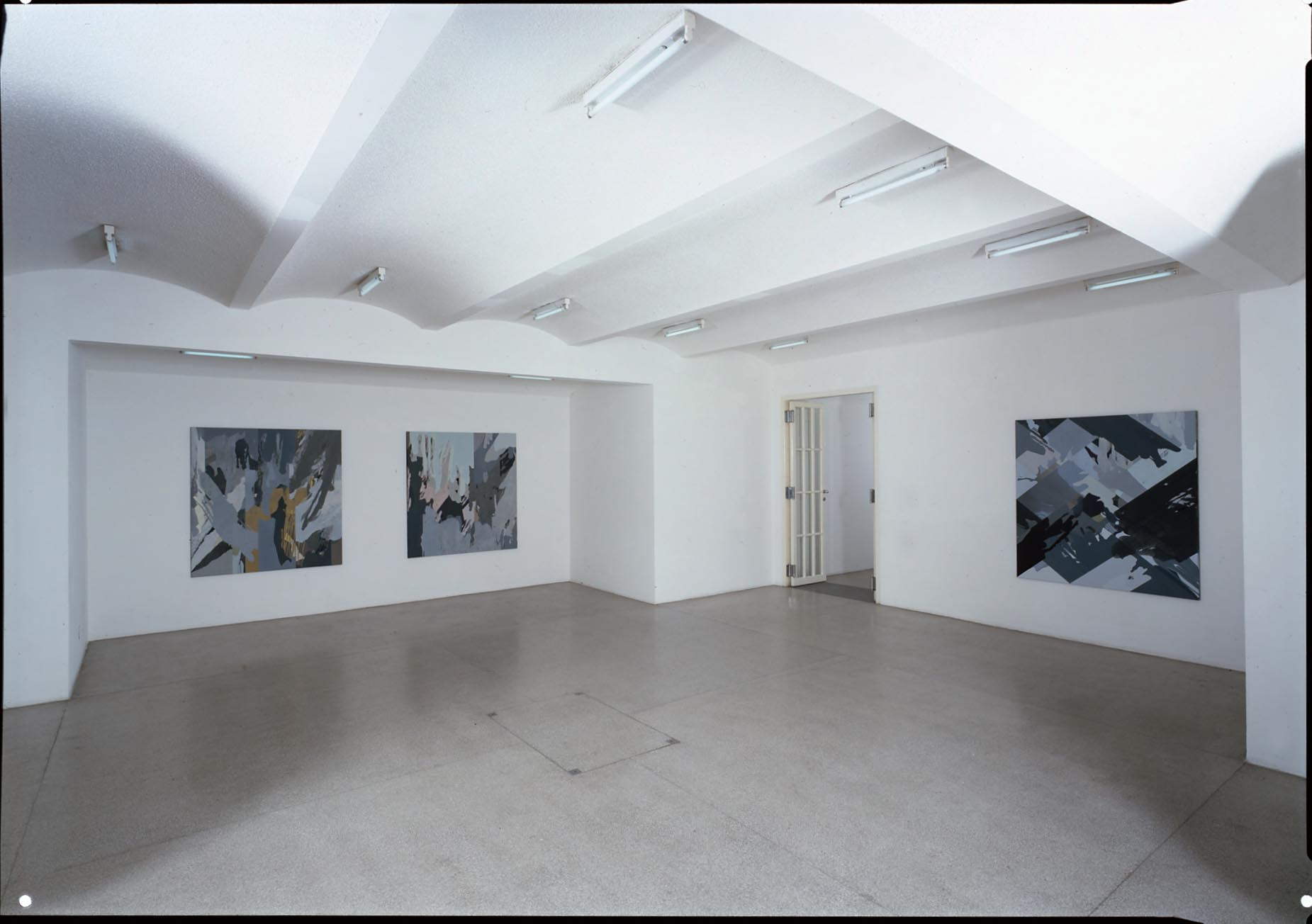
Ausstellung Malweise, Secession, Wien, 1997

Die Erforschung von Wahrnehmung charakterisiert das Werk von Thomas Reinhold. Seine Vorgehensweise prägen Prozesse, Abfolgen nacheinander eintretender Handlungen, deren Spuren anschließend im Werk erfahrbar werden. Vorwiegend Maler bedient sich Reinhold auch anderer Medien, um seine Arbeit voranzutreiben, so etwa der Fotografie und des bewegten Bildes. Hier treten mitunter Belichtungszeit und Bewegung an Stelle des stofflichen Farbmediums. „Was mich am meisten interessiert hat, war, wie man spezifisch mit den einzelnen Medien normative Raum- und Zeitbegriffe hinterfragen kann“, bemerkt der Künstler in einem Gespräch mit Kunsthistoriker Carl Aigner. Edelbert Köb, Künstler und ehemaliger Direktor des MUMOK, hebt Reinhold als Beispiel für einen in jungen Jahren noch der „wilden“ Malerei in Österreich zugehörigen Künstler hervor, in dessen Kunst anschließend „das Prozessuale zum neuen Ausgangs- und Angelpunkt“ geworden sei.
Medientheoretikerin Nora Höglinger beschreibt sein Vorgehen als „prozessual angelegt: mit Terpentin abgemischte Farbe wird am Boden über das Anheben der Leinwandränder in bestimmte Bahnen gelenkt. Die Fließfähigkeit der Farbe kommt bei der Bewegung voll zum Tragen. Darauf folgt eine Trockenpause, nachdem er die nächste Farbschicht nach gleichem Schema, aber unterschiedlicher Farbverlaufsrichtung aufsetzt. Dieses Prozedere wiederholt der Künstler so lange, bis zig Schichten übereinander liegen und - je nach Werkgruppe - eine netzartige, über mehrere Farbebenen bestimmte Struktur entstanden ist. Dem Arbeitsprozess selbst gehen Bleistiftzeichnungen voraus, die den Farbverlauf vorskizzieren und eine Art Ablauf festlegen.“ Perspektivische und schematische Raumdarstellungen, wie u. a. die Zentralperspektive bilden für den Künstler lediglich einen von vielen Zugängen zum malerischen Raum. Gerade in der Überwindung überlieferter Konventionen zur Raumdarstellung erkennt er das Potential, neuartige räumliche Qualitäten zu erforschen, Erkenntnisse zu gewinnen und herauszuarbeiten.
Wenn Maurice Maeterlinck in „La Vie de l’Espace“ schreibt, dass man sich die vierte Dimension ähnlich vorstellen könne, wie übereinander geschichtete fotografische Filme, wo das Vorher, Nachher, das Jetzt überlagert sind und von jeher gleichzeitig bestehen, sieht Reinhold eine Entsprechung zu seiner malerischen Vorgangsweise. Er vergleicht diese Struktur auch mit einer musikalischen Partitur, in welcher als Abfolge Konzipiertes nebeneinander auf einen Blick gelesen werden kann und spricht von einer sich verdichtenden Struktur des Malprozesses, die dafür sorgt, etwas „Bild“ werden zu lassen.  Laut Künstler Ingo Nussbaumer werde dieser Vorgang im Betrachten des Bildes fortgesetzt, denn „in der ständigen Begegnung des Auges, im beständigen Schritt des nächsten Erschauten von Farbe und Form, bildender Struktur, sich öffnendem Raum, zurückgenommener Fläche, formendem Blick, ist der Vorgang als solcher kennzeichnender Teil des sich gestaltenden Bildes.“

## Anerkennungen

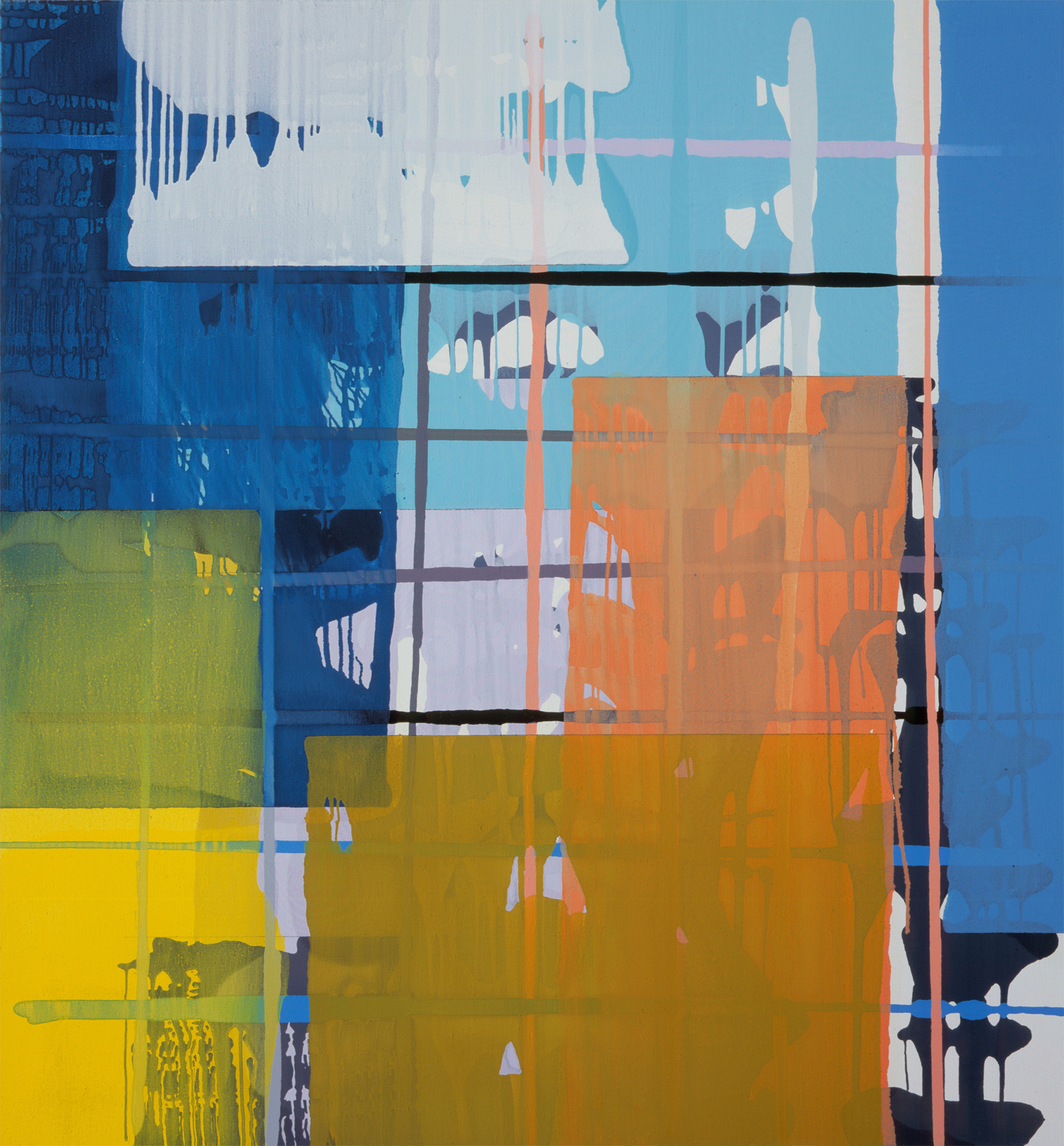
„Stäbchen und Zapfen“, Öl auf Leinwand, 2006, 150 × 140 cm

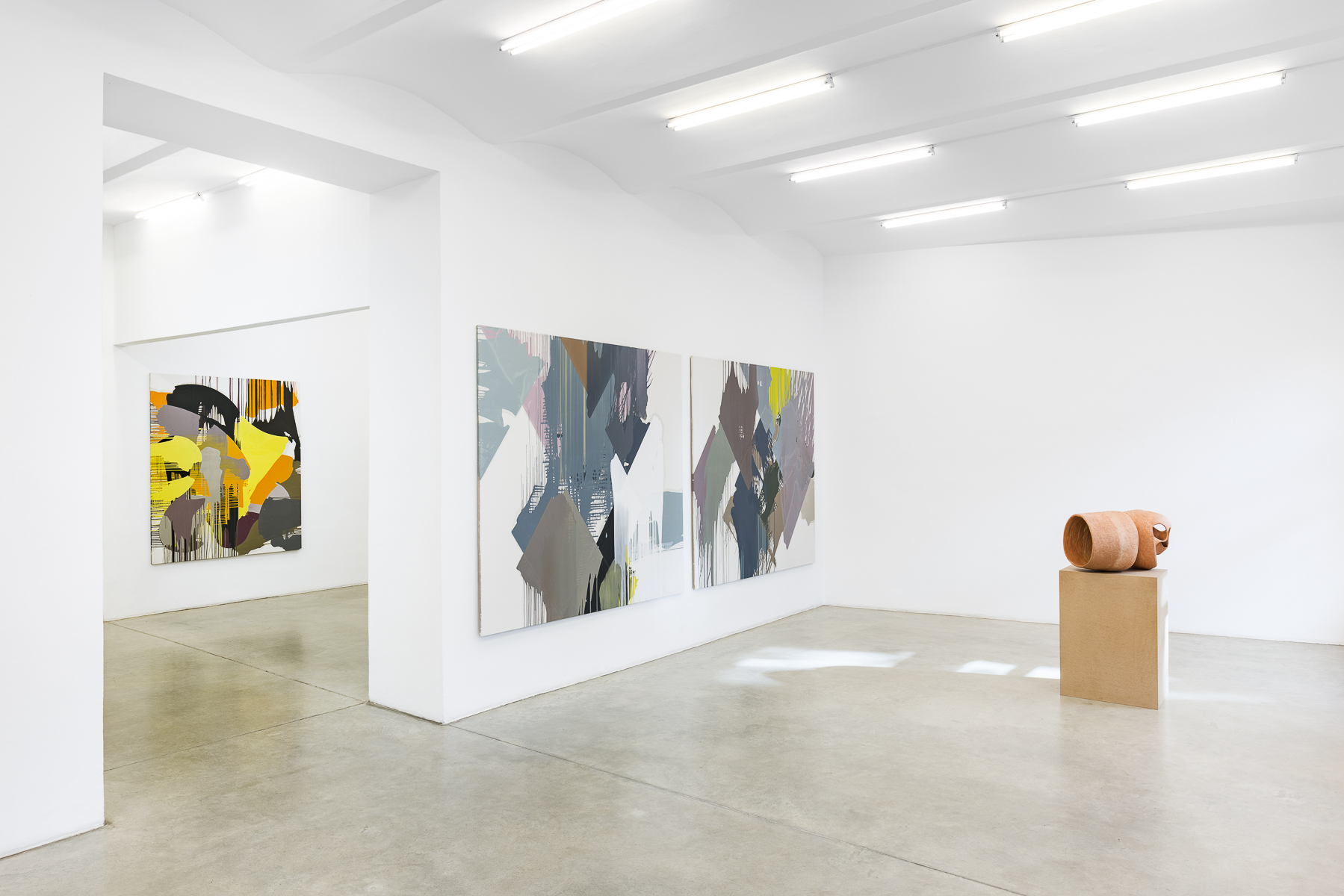
Ausstellungsansicht La Vie de l'Espace in der Galerie Christine König, 2022

- 2011 Preis der Stadt Wien für Bildende Kunst
- 2022 Niederösterreichischer Kulturpreis für Bildende Kunst

## Ausstellungen
Einzelausstellungen (Auswahl)
- 2022: Thomas Reinhold, Würdigungspreisträger 2022, Landesgalerie Niederösterreich, Krems
- 2022: La Vie de l’Espace, Christine König Galerie, Wien
- 2020: Thomas Reinhold - Maruša Sagadin, Christine König Galerie, Wien
- 2019: Matrix Bild, Galerie Leonhard, Graz
- 2018: Zur Geometrie des Amorphen, Galerie Artemons Contemporary, Wien
- 2016: Liquid:Morph, gemeinsam mit Georgia Creimer, Art Room Würth, Böheimkirchen
- 2016: Transport und Kommunikation, Sammlung Friedrichshof, Stadtraum, Wien
- 2015: Galerie Exner, Wien
- 2012: Tektonik der Schwebe, kunsthaus muerz, Mürzzuschlag
- 2012: Von der Natur zur Architektur der Malerei, Galerie Kunst und Handel, Graz
- 2011: Galerie Gölles Fürstenfeld
- 2009: Wesentlich, Galerie Michitsch, Wien
- 2008: repro-spektiv:re-produktiv, aus dem vollen geschöpft, Galerie Kunst & Handel, Graz
- 2005: synergie:paradox, gemeinsame Installation mit Julie Hayward, Museum für Gegenwartskunst Stift Admont
- 1999: Wirklichkeitssinn - Möglichkeitssinn, Galerie Hofstätter, Wien
- 1997: Malweise, Secession, Wien
- 1995: Polyptychon, Kunsthaus Galerie, Mürzzuschlag
- 1990: Ölbilder, 1988 - 1990, Galerie Steinek, Wien
- 1988: Valente, arte contemporanea, Finale Ligure
- 1987: Ölbilder, 1986 - 87, Galerie Springer, Berlin
- 1987: Stand und Gegenstand, Skulpturen, Secession Wien
- 1984: Galerie Heike Curtze, Wien und Düsseldorf
- 1983: Galerie Ariadne, Wien
- 1980: Forum Stadtpark, Graz

Ausstellungsbeteiligungen (Auswahl)
- 2022: Rendezvous mit der Sammlung. Kunst von 1960 bis heute, Landesgalerie Niederösterreich, Krems
- 2021: Tour de Force - Punkt und Linie und Farbe auf dem Weg durch die österreichische Kunst nach 1945, Museum Liaunig, Neuhaus
- 2019: Der Zukunft herzlichst gewidmet, Museum Liaunig, Neuhaus
- 2018: Kunst nach 1945, Galerie Zetter bei der Albertina
- 2017: Poesie des Wenigen, Artmark Galerie, Wien
- 2015: Nahe Ferne, Landesmuseum Niederösterreich, St. Pölten
- 2015: Sammlung Sigrid und Franz Wojda - ein Leben mit moderner Kunst, MMKK, Klagenfurt - Expressionismen, Museum der Moderne Salzburg
- 2011: Realität und Abstraktion, Museum Liaunig, Neuhaus
- 2010: Malerei: Prozess und Expansion, Museum moderner Kunst Stiftung Ludwig Wien
- 2007: Konzeptuelle Fotografie aus Sammlungsbesitz, Museum der Moderne Rupertinum Salzburg
- 2006: Crossover, Koroska Galerija, Slovenj Gradec
- 2004: Vision einer Sammlung, Museum der Moderne Salzburg
- 1998: KUNST mit durch über SCHRIFT, Internationale Kunst der letzten fünfzig Jahre aus der Sammlung Kübler, Atterseehalle Attersee
- 1998: Contemporary Austrian Painters, The Rotunda, One Exchange Square, Hong Kong
- 1997: Positionen österreichischer Malerei heute, Centre Cultural Sala Parpallo Valencia
- 1994: Wilde und neuwilde österreichische Bildkunst aus dem Besitz der Salzburger Landessammlung, Rupertinum Salzburg
- 1993: Konfrontationen, Neuerwerbungen, Museum moderner Kunst Stiftung Ludwig Wien
- 1992: Surface radicale, Grand Palais Paris, Los Angeles Convention Center, Universität für angewandte Kunst Wien
- 1991: Kunst, Europa 1991, Kunstverein in Hamburg, Deichtorhallen, sowie Galerie Rähnitzgasse, Dresden
- 1990: Querdurch, Dom umenia, Bratislava
- 1988: MALERMACHT, Expression und Pathos in der neuen Österreichischen Malerei, Künstlerhaus Palais Thurn und Taxis, Bregenz
- 1985: Austria ferix, Palazzo Costanzi, Galleria Torbandena Triest, Galerie Goethe, Bozen
- 1984: artisti austriaci, due generazioni, studio cavalieri, Bologna
- 1984: 6th International Small Sculpture Exhibition, Kunsthalle Budapest
- 1983: Neue Malerei in Österreich, Galerie Jurka, Amsterdam
- 1983: Joves Salvatges Austriacs, Galerie Dau al Set, Barcelona
- 1983: Neue Malerei in Österreich ’83, Neue Galerie der Stadt Linz
- 1981: Neue Malerei in Österreich, Neue Galerie Graz
- 1981: Erweiterte Fotografie, 5. Internationale Biennale, Secession Wien
- 1980: Künstlerfotografie in Österreich 1954 bis 1980, Kunstmessen Basel und New York, Galerien nächst St. Stephan, Wien und Krinzinger, Innsbruck
- 1980: Das Sofortbild, Entdeckung eines Mediums, Rheinisches Landesmuseum Bonn
- 1980: XV. Internationale Malerwochen, Künstlerhaus Graz

## Werke in Sammlungen
- Albertina (Wien)
- Österreichische Galerie Belvedere
- Sammlung FOTOGRAFIS, Wien, derzeit als Dauerleihgabe im Museum der Moderne, Rupertinum, Salzburg
- MUMOK, Wien
- Landessammlungen Niederösterreich
- Lentos Kunstmuseum, Linz
- Museum für Gegenwartskunst Stift Admont, Steiermark
- MMKK, Klagenfurt
- Museum der Moderne Salzburg
- Museum Sztuki, Łódź, Polen
- Tiroler Landesmuseum, Innsbruck
- Museum Liaunig, Neuhaus
- Sammlung SpallArt, Salzburg

## Veröffentlichungen
- Thomas Reinhold: Matrix Bild, Katalog Galerie Leonhard, Graz 2019
- Thomas Reinhold: Gespräch über Malerei, Publikation anlässlich der Personale Thomas Reinhold: Farbe schieben im Museum für Gegenwartskunst Stift Admont, 2005
- Thomas Reinhold: Malweise, Katalog anlässlich der Personale in der Wiener Secession, Wien 1997, ISBN 3-205-98752-7.
- Thomas Reinhold: Ölbilder, 1988 - 90 Galerie Steinek, Wien 1990
- Thomas Reinhold: Ölbilder, 1986 - 87 Galerie Rudolf Springer, Berlin 1987
- Thomas Reinhold: Katalog Galerie Heike Curtze Düsseldorf und Wien 1984
- Thomas Reinhold: Galerie l’Elefante, komparative Ästhetik - die Galerie als Kunstform Galerie Die Brücke, Wien 1979